# All About Tonight
All About Tonight è un brano musicale della cantante britannica Pixie Lott pubblicato come primo singolo dal suo secondo album di inediti il 4 settembre 2011 in Regno Unito. È stato presentato nel The Chris Moyles Show in onda su BBC Radio 1 l'11 luglio 2011. All About Tonight ha riscosso un istantaneo successo in Regno Unito esordendo alla numero uno con 88 000 copie vendute. Il brano ha ricevuto critiche generalmente positive.

## Video musicale
Il video musicale, diretto da Marc Klasfeld, è stato girato a  Downtown Los Angeles e presentato il 14 luglio 2011. Esso mostra la cantante (inizialmente sola) passeggiare per le vie della città di notte mentre scrive un SMS col suo cellulare. Durante tale passeggiata viene notata da alcuni ragazzi che, durante il ritornello, iniziano a ballare con lei insieme ad altre ballerine. Questa sequenza viene intervallata in alcuni punti da altre in cui Pixie è sul set di un film seduta su una poltrona con un taglio di capelli biondo platino con frangetta, oppure in un ambiente domestico distesa su di un divano, o ancora altre in cui la cantante è assente e vengono mostrate vedute notturne della città.

## Tracce
Remix
1. All About Tonight - 3:05
2. All About Tonight (Acustica) - 2:34
3. All About Tonight (The Alias Remix) - 5:51
4. All About Tonight (The Mike Delinquent Project Remix) - 5:03
5. All About Tonight (Video) - 3:13

## Classifiche
| Classifica (2011) | Posizione massima |
| ----------------- | ----------------- |
| Irlanda           | 9                 |
| Regno Unito       | 1                 |

## Date di Pubblicazione
| Paese       | Data              | Etichetta       | Formato          |
| ----------- | ----------------- | --------------- | ---------------- |
| Australia   | 1º settembre 2011 | Universal Music | Digital Download |
| Irlanda     | 2 settembre 2011  | Mercury Records | Digital Download |
| Regno Unito | 2 settembre 2011  | Mercury Records | Digital Download |